# Corentin Jean
Corentin Jean (Blois, Francia, 15 de julio de 1995) es un futbolista francés que juega como delantero en el F. C. Sochaux-Montbéliard del Championnat National.

## Selección nacional
Ha sido internacional con la selección de Francia en las categorías sub-16, sub-17, sub-18, sub-19, sub-20 y sub-21.

### Participaciones en categorías inferiores
| Competición                                   | Sede     | Resultado             | Partidos | Goles |
| --------------------------------------------- | -------- | --------------------- | -------- | ----- |
| Campeonato Europeo Sub-17 de la UEFA 2012     | Malta    | Fase final            | 9        | 2     |
| Campeonato Europeo de la UEFA Sub-19 2013     | Lituania | Subcampeón            | 3        | 0     |
| Campeonato Europeo de la UEFA Sub-19 2014     | Hungría  | Fase de clasificación | 3        | 2     |
| Clasificación para la Eurocopa Sub-21 de 2017 | Europa   | En disputa            | 4        | 0     |

## Estadísticas

### Clubes
Actualizado al 3 de junio de 2024.
| Club                              | Div.          | Temporada     | Liga  | Liga  | Copas nacionales | Copas nacionales | Torneos internacionales | Torneos internacionales | Total | Total |
| Club                              | Div.          | Temporada     | Part. | Goles | Part.            | Goles            | Part.                   | Goles                   | Part. | Goles |
| --------------------------------- | ------------- | ------------- | ----- | ----- | ---------------- | ---------------- | ----------------------- | ----------------------- | ----- | ----- |
| E. S. Troyes A. C. Francia        | 1.ª           | 2012-13       | 15    | 3     | 2                | 1                | ―                       | ―                       | 17    | 4     |
| E. S. Troyes A. C. Francia        | 2.ª           | 2013-14       | 22    | 4     | 6                | 0                | ―                       | ―                       | 28    | 4     |
| E. S. Troyes A. C. Francia        | 2.ª           | 2014-15       | 28    | 10    | 3                | 0                | ―                       | ―                       | 31    | 10    |
| E. S. Troyes A. C. Francia        | 1.ª           | 2015-16       | 34    | 4     | 3                | 2                | ―                       | ―                       | 37    | 6     |
| E. S. Troyes A. C. Francia        | Total club    | Total club    | 99    | 21    | 14               | 3                | 0                       | 0                       | 113   | 24    |
| A. S. Monaco F. C. Francia        | 1.ª           | 2016-17       | 2     | 0     | 2                | 1                | 1                       | 0                       | 5     | 1     |
| A. S. Monaco F. C. Francia        | Total club    | Total club    | 2     | 0     | 2                | 1                | 1                       | 0                       | 5     | 1     |
| Toulouse F. C. Francia            | 1.ª           | 2016-17       | 16    | 1     | 0                | 0                | ―                       | ―                       | 16    | 1     |
| Toulouse F. C. Francia            | 1.ª           | 2017-18       | 34    | 1     | 5                | 0                | ―                       | ―                       | 39    | 1     |
| Toulouse F. C. Francia            | 1.ª           | 2018-19       | 19    | 0     | 4                | 0                | ―                       | ―                       | 23    | 0     |
| Toulouse F. C. Francia            | 1.ª           | 2019-20       | 1     | 0     | 0                | 0                | ―                       | ―                       | 1     | 0     |
| Toulouse F. C. Francia            | Total club    | Total club    | 70    | 2     | 9                | 0                | 0                       | 0                       | 79    | 2     |
| R. C. Lens Francia                | 2.ª           | 2019-20       | 9     | 3     | 0                | 0                | ―                       | ―                       | 9     | 3     |
| R. C. Lens Francia                | 1.ª           | 2020-21       | 23    | 1     | 2                | 2                | ―                       | ―                       | 25    | 3     |
| R. C. Lens Francia                | 1.ª           | 2021-22       | 17    | 1     | 3                | 0                | ―                       | ―                       | 20    | 1     |
| R. C. Lens Francia                | Total club    | Total club    | 49    | 5     | 5                | 2                | 0                       | 0                       | 54    | 7     |
| Inter de Miami Estados Unidos     | 1.ª           | 2022          | 3     | 0     | ―                | ―                | ―                       | ―                       | 3     | 0     |
| Inter de Miami Estados Unidos     | 1.ª           | 2023          | 15    | 1     | 2                | 0                | 0                       | 0                       | 17    | 1     |
| Inter de Miami Estados Unidos     | Total club    | Total club    | 18    | 1     | 2                | 0                | 0                       | 0                       | 20    | 1     |
| Inter de Miami II Estados Unidos  | 3.ª           | 2024          | 2     | 1     | ―                | ―                | ―                       | ―                       | 2     | 1     |
| Inter de Miami II Estados Unidos  | Total club    | Total club    | 2     | 1     | 0                | 0                | 0                       | 0                       | 2     | 1     |
| F. C. Sochaux-Montbéliard Francia | 3.ª           | 2024-25       | 0     | 0     | 0                | 0                | ―                       | ―                       | 0     | 0     |
| F. C. Sochaux-Montbéliard Francia | Total club    | Total club    | 0     | 0     | 0                | 0                | 0                       | 0                       | 0     | 0     |
| Total carrera                     | Total carrera | Total carrera | 240   | 30    | 32               | 6                | 1                       | 0                       | 273   | 36    |

### Reserva
Actualizado al 8 de noviembre de 2014.
Último partido citado: Troyes 0 -  0 Yzeure
| Club              | Div.          | Temporada     | Liga  | Liga  | Copa nacionales | Copa nacionales | Torneos internacionales | Torneos internacionales | Total | Total |
| Club              | Div.          | Temporada     | Part. | Goles | Part.           | Goles           | Part.                   | Goles                   | Part. | Goles |
| ----------------- | ------------- | ------------- | ----- | ----- | --------------- | --------------- | ----------------------- | ----------------------- | ----- | ----- |
| Troyes II Francia | 5.ª           | 2012-13       | 7     | 1     | -               | -               | -                       | -                       | 7     | 1     |
| Troyes II Francia | 5.ª           | 2013-14       | 2     | 0     | -               | -               | -                       | -                       | 2     | 0     |
| Troyes II Francia | 4.ª           | 2014-15       | 1     | 0     | -               | -               | -                       | -                       | 1     | 0     |
| Troyes II Francia | Total club    | Total club    | 10    | 1     | 0               | 0               | 0                       | 0                       | 10    | 1     |
| Total carrera     | Total carrera | Total carrera | 10    | 1     | 0               | 0               | 0                       | 0                       | 10    | 1     |

## Palmarés

### Títulos nacionales
| Título  | Club               | País    | Año     |
| ------- | ------------------ | ------- | ------- |
| Ligue 2 | E. S. Troyes A. C. | Francia | 2014-15 |

### Títulos internacionales
| Título      | Club           | País           | Año  |
| ----------- | -------------- | -------------- | ---- |
| Leagues Cup | Inter de Miami | Estados Unidos | 2023 |